# Piedad Palestrina
La Piedad de Palestrina es una obra atribuida a Miguel Ángel, que se encuentra en la Galería de la Academia de Florencia, junto al David, otra escultura del artista, y consta de un grupo escultórico con Cristo, la Virgen María y María Magdalena, con una medida de dos metros y medio de altura.
El nombre de la obra proviene del hecho que durante un tiempo estuvo colocada en la capilla fúnebre del cardenal Antonio Barberini, en el interior de la iglesia de Santa Rosalía en Palestrina, donde por primera vez se encuentra citada como esbozo de Miguel Ángel en 1756 en Storia di Palestrina por Cecconi, el estado italiano la compró en 1939 para exponerla en la Galería de la Academia en Florència.
Existe una fuerte duda acerca de la paternidad de Buonarroti sobre esta obra, porque a pesar de su importancia, no se encuentra citada en ningún documento de la época, mientras el resto de su producción artística se encuentra referida con precisión.
Se especula que Miguel Ángel la hubiera esculpido directamente en una cantera de Carrara, mientras estaba ocupado en el suministro de mármoles para sus obras. En realidad, está esculpida en un gran bloque de mármol romano de la época imperial, incluso en su parte trasera se encuentra visible la decoración en forma de hoja de acanto de una parte de un arquitrabe antiguo.
Los autores que la atribuyen a Miguel Ángel la han colocado entre las últimas obras del maestro, realizada alrededor de 1550,(datada en Gazette des Beaux Arts (1907) por A. Grenier) cuando en Roma, sin ningún encargo, trabajada para sí mismo en el tema de la piedad, para la utilización en su sepultura. Se encuentra afinidad en algunos trazos del proyecto con otras obras del escultor, por ejemplo en la proporción de las piernas del Cristo, se piensa que el resto de la figura la pudo realizar bajo su dirección por un alumno.